# Pherendates
Pherendates (auch Pharandates geschrieben) war ein Angehöriger der persischen Achämenidendynastie im 5. vorchristlichen Jahrhundert. Er war ein Neffe des Großkönigs Xerxes I., wobei unklar bleibt, ob diese Verwandtschaft väterlicher- oder mütterlicherseits bestand. Eine gemeinsame Identität mit dem zeitgleich lebenden Satrapen Ägyptens Pherendates I. ist nicht auszuschließen.
Wie sein Cousin Tithraustes war Pherendates ein Feldherr der Perser in der Schlacht am Eurymedon um das Jahr 466/65 v. Chr. Er führte die persische Landstreitmacht an und wurde im Kampf getötet. Auch Plutarch kannte durch die Überlieferung des Ephoros die beiden als Anführer der persischen Teilstreitkräfte, allerdings nannte er dazu auch in Berufung auf Kallisthenes den Ariomandes als Oberbefehlshaber der Gesamtstreitmacht.